# Großrad

Stirnradgetriebe mit
Großrad (rechts) und Ritzel (links)

Als Großrad wird umgangssprachlich das größere Zahnrad eines Stirnradgetriebes bezeichnet. Besonders verbreitet ist diese Bezeichnung beim Einzelachsantrieb von elektrischen und dieselelektrischen Lokomotiven. Hier ist es direkt oder über einen Koppelmechanismus  mit dem Radsatz verbunden.

## Geschichte des Einzelachsantriebs von elektrischen Lokomotiven
Ursprünglich war bei den ersten elektrischen Lokomotiven, die als Einzelachsantrieb schon Tatzlagerantriebe besaßen, das Großrad auf der Antriebsachse aufgeschrumpft. Die Kraftübertragung erfolgte ungefedert auf die Antriebsräder. Das war für den Anlauf der Lokomotive ungünstig, zudem wurden die Stöße vom Oberbau ungefedert auf die Fahrmotoren übertragen. Daher kam es zu den unterschiedlichsten Entwicklungen von Einzelachsantrieben mit unterschiedlichen Lagerungen und Übertragungsarten des Großrades.

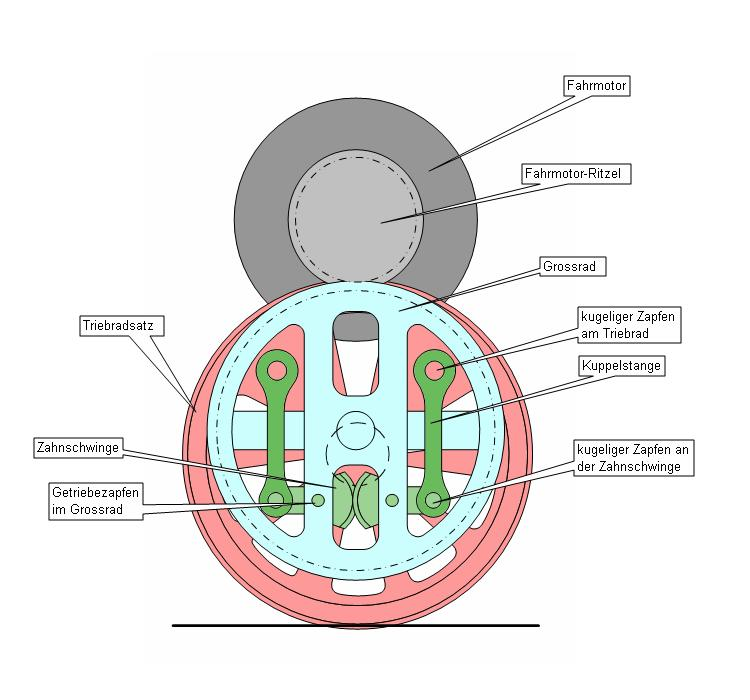
Großrad beim Buchli-Antrieb einer elektrischen Lokomotive

Bei Tatzlagerantrieben späterer Entwicklungen wurde die Drehmomentstützen verbessert und die Übertragung vom Großrad auf den Radsatz geschah über gefederte Elemente. Beim Buchli-Antrieb ist das Großrad im Lokomotivrahmen gelagert. Die Übertragung auf den Radsatz geschah über Kuppelstangen und Zahnschwingen, die ungehinderte Relativbewegungen zwischen Großrad und drehzahlstarr verbundenem Radsatz ermöglichten. Beim SLM-Universalantrieb geschah die Übertragung vom im Lokomotivrahmen gelagerten Großrad über eine Verbindungskupplung. Bei allen weiteren Antriebsarten ist das Großrad auf einer Hohlwelle gelagert, die Relativbewegungen zwischen dem im Rahmen gefedert gelagerten Großrad und der ungefederten Achswelle ermöglicht. Die Übertragung des Drehmomentes auf die Räder geschieht über gefederte Elemente. In neuerer Zeit werden Gummielemente verwendet.
Die Ritzel und Großrad waren zu Anfang meist geradverzahnt, später wurden Einzelachsantriebe für einen geräuschärmeren Lauf schräg- oder pfeilverzahnt ausgeführt. Im Betrieb ist das Großrad zusammen mit dem Fahrmotorritzel durch einen Schutzkasten umhüllt, wo gleichzeitig die Schmierung des Stirnradgetriebes realisiert wird. Das Großrad und dar dazugehörende Radsatz der Lokomotive bilden eine Montageeinheit. Bei einem Wechsel dieses Radsatzes, z. B. bei Flachstellen wird demzufolge das Großrad mit gewechselt. Eine Trennung des Großrades von der Achswelle erfordert ein Abpressen mindestens einer Radscheibe und geschieht nur in Ausbesserungswerken mit speziellen Fertigungsmöglichkeiten.